# Thelyphonus leucurus
Espèce
Thelyphonus leucurus est une espèce d'uropyges de la famille des Thelyphonidae.

## Distribution
Cette espèce se rencontre aux Salomon et en Papouasie-Nouvelle-Guinée.

## Description
L'holotype mesure généralement 27 mm.

## Publication originale
- Pocock, 1898 : Scorpions, Pedipalpi and spiders collected by Dr Willey in New Britain, the Solomon Islands, Loyalty Islands, etc. Zoological results based on material from New Britain, New Guinea, Loyalty Islands and elsewhere, collected during the years 1895, 1896 and 1897. London, vol. 1 p. 95-120 (texte intégral).